# Jot Kamal
Jot Kamal is een census town in het district Murshidabad van de Indiase staat West-Bengalen. 

## Demografie
Volgens de Indiase volkstelling van 2001 wonen er 6196 mensen in Jot Kamal, waarvan 50% mannelijk en 50% vrouwelijk is. De plaats heeft een alfabetiseringsgraad van 56%. 